# James Hong

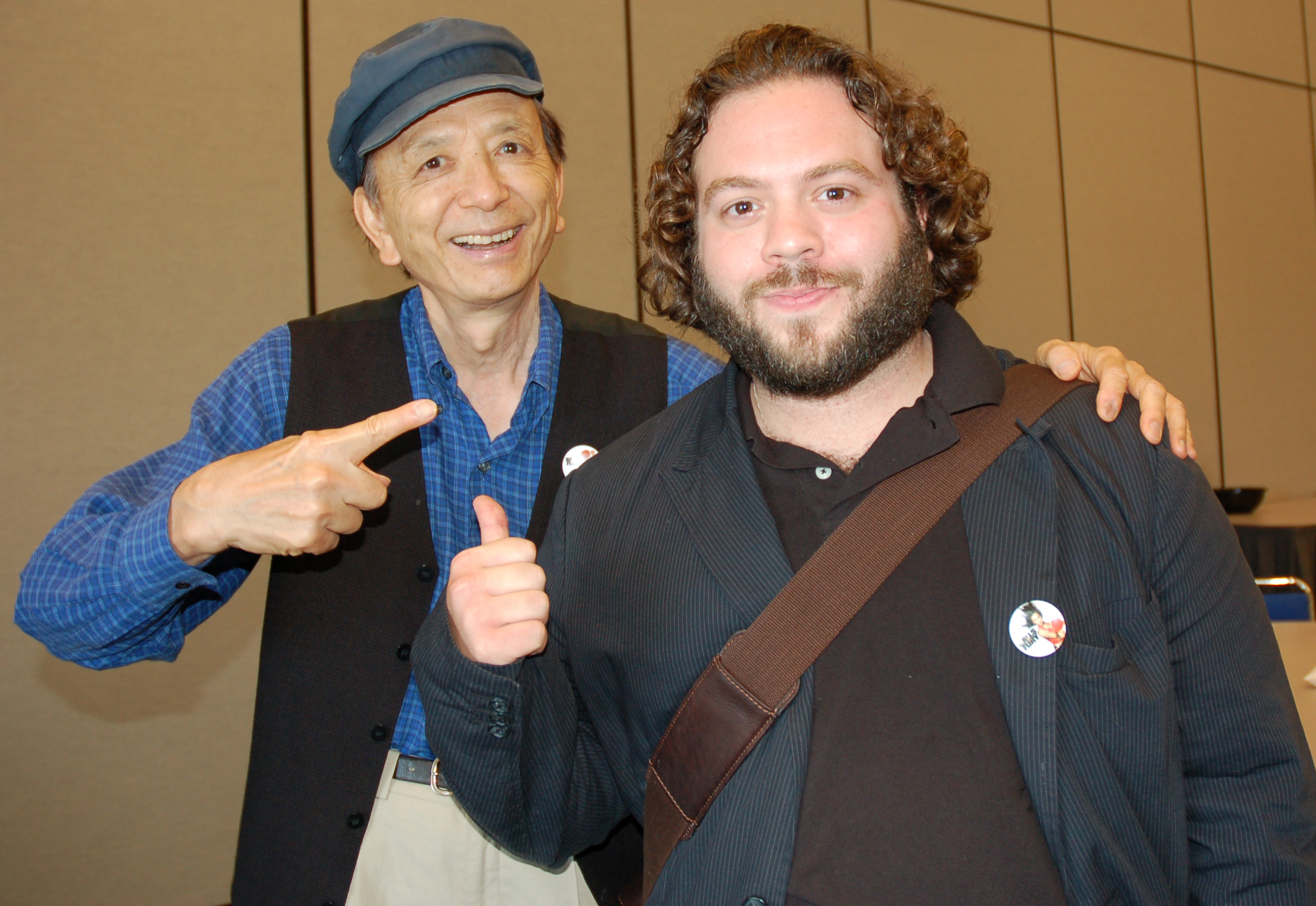
James Hong i Dan Fogler

James Hong (chiń. trad.: 吳漢章, pinyin: Wú Hànzhāng; ur. 22 lutego 1929 w Minneapolis) – amerykański aktor, reżyser i producent filmowy, były prezes stowarzyszenia Association of Asian/Pacific American Artists (AAPAA).

## Wczesne lata
Urodził się w Minneapolis w stanie Minnesota jako syn Lee Shui Fa i Franka W. Honga. Jego ojciec wyemigrował z Hongkongu do Chicago w Illinois przez Kanadę, gdzie był właścicielem restauracji. Dziadek Honga pochodził z Taishanu. W okresie dzieciństwa przeniósł się do Hongkongu, gdzie mieszkał w Koulun, po czym w wieku dziesięciu lat powrócił do Stanów Zjednoczonych. W 1947 ukończył Minneapolis Central High School. W 1949 studiował na Uniwersytecie Minnesoty. W 1953 ukończył studia na wydziale inżynierii lądowej na Uniwersytecie Południowej Kalifornii. Później zainteresował się aktorstwem i trenował pod kierunkiem Jeffa Coreya. Przez siedem i pół roku był inżynierem drogowym w hrabstwie Los Angeles.

## Kariera
Debiutował na ekranie w roli stażysty pilota z Korei Południowej w dramacie wojennym Dragonfly Squadron (1954) z udziałem Johna Hodiaka i Barbary Britton. W przygodowym filmie sensacyjnym Edwarda Dmytryka Żołnierz fortuny (Soldier of Fortune, 1955) u boku Clarka Gable’a wystąpił jako chiński policjant. Wziął udział w dubbingu w kilku azjatyckich filmach, w tym Godzilla, Król potworów! (Kaijū Ō Gojira, 1956) i Human Vapor (Gasu ningen dai 1 gō, 1960).
Występował jako stand-uper w duecie Hong and Parker z Donaldem Parkerem, a także grał na scenie z azjatycko-amerykańską trupą teatralną East West Players w Los Angeles w spektaklach – Rashomon (1965) jako bandyta i producent peruk oraz Rok smoka (Year of the Dragon, 1975). Stał się znany z udziału w filmach: Łowca androidów (1982) w reżyserii Ridleya Scotta, Wielka draka w chińskiej dzielnicy (1986) w reż. Johna Carpentera i Winnica (The Vineyard, 1989) we własnej reżyserii (ze współudziałem Williama „Billa” Rice’a). Występował też w serialach, w tym Kung Fu (1974) jako mistrz Ywang Kyu czy Kroniki Seinfelda (1991) w odcinku pt. The Chinese Restaurant jako Bruce.
W 2007 został uhonorowany nagrodą im. Williama Holdena za całokształt osiągnięć.

## Filmografia

### Filmy
- 1955: Żołnierz fortuny (Soldier of Fortune) jako chiński policjant
- 1974: Chinatown jako Khan, kamerdyner Evelyn
- 1980: Czy leci z nami pilot? (Airplane!) jako japoński generał
- 1982: Yes, Giorgio jako Kwan
- 1982: Łowca androidów (Blade Runner) jako Hannibal Chew
- 1984: Zaginiony w akcji (Missing in Action) jako generał Trau
- 1986: Złote dziecko (The Golden Child) jako doktor Hong
- 1986: Wielka draka w chińskiej dzielnicy (Big Trouble in Little China) jako David Lo Pan
- 1987: Zemsta frajerów w raju (Revenge of the Nerds II: Nerds in Paradise) jako Snotty
- 1987: Czarna wdowa (Black Widow) jako H. Shin, prywatny detektyw z Honolulu
- 1988: Vice Versa jako Kwo
- 1989: Tango i Cash (Tango & Cash) jako Quan
- 1990: Dwóch Jake’ów jako Kahn
- 1993: Świat Wayne’a 2 (Wayne's World 2) jako Jeff Wong
- 1994: Cień (The Shadow) jako Li Peng
- 1996: Krwawy sport II (Bloodsport II) jako Mistrz Sun
- 1997: Fatalna namiętność (Red Corner) jako Lin Shou
- 1997: Krwawy sport III (Bloodsport III) jako Mistrz Sun
- 1998: Mulan jako Chi-Fu (głos)
- 2000: Zasady walki (The Art of War) jako ambasador Wu
- 2002: Hero jako Qin Emperor (głos)
- 2007: W pogoni za smokiem: Baśń kung-fu jako Sifu
- 2007: Scooby Doo i śnieżny stwór jako High Lama (głos)
- 2008: Kung Fu Panda jako Pan Ping (ojciec Po) (głos)
- 2008: Dzień, w którym zatrzymała się Ziemia jako Pan Wu
- 2009: Pies, który uratował święta (The Dog Who Saved Christmas) jako Pan Lee
- 2011: Kung Fu Panda 2 jako Pan Ping (ojciec Po) (głos)
- 2012: Protektor (Safe) jako Han Jiao
- 2013: R.I.P.D. Agenci z zaświatów (R.I.P.D.) jako dziadek Jerry Chen, wcielenie Nicka #1
- 2016: Kung Fu Panda 3 jako Pan Ping (ojciec Po) (głos)
- 2019: O Yeti! (Abominable) jako Yak Leader (głos)
- 2022: Wszystko wszędzie naraz (Everything Everywhere All at Once) jako Gong Gong
- 2024: Kung Fu Panda 4 jako Pan Ping (ojciec Po) (głos)

### Seriale
- 1960: Bonanza jako Numer Jeden, kuzyn Hop Singa
- 1966: I Dream of Jeannie jako Chan
- 1968–1980: Hawaii Five-O – różne role
- 1971: Mission: Impossible jako Yin
- 1973: Ironside jako Wilson
- 1973: Barnaby Jones jako Sid Ching
- 1976: Ulice San Francisco (The Streets of San Francisco) jako Robert Lee
- 1977: Dni naszego życia (Days of Our Lives) jako dr Haramaki
- 1977: Wonder Woman jako Oshima
- 1977: Starsky i Hutch (Starsky & Hutch) jako Su Long
- 1978: Aniołki Charliego jako prof. Perkins
- 1979: Taxi jako zamożny pasażer
- 1981: Dallas jako ambasador
- 1982: Diukowie Hazzardu (The Dukes of Hazzard) jako Billy Joe Fong
- 1983: Dynastia jako lekarz Chen Ling
- 1983: Szpital miejski jako Sung Cho Lee
- 1972–1975: Kung Fu – różne role
- 1991: Kroniki Seinfelda jako Bruce
- 2002–2004: Przygody Jackie Chana (Jackie Chan Adventures) jako Daolon Wong (głos)
- 2004–2006: Super Robot Monkey Team Hyperforce Go! jako Mandaryn (głos)
- 2005–2006: Awatar: Legenda Aanga (Avatar: The Last Airbender) jako Monk Tashi / Mayor Tong (głos)
- 2023: Urodzony w Ameryce (American Born Chinese) jako Nefrytowy Cesarz

### Gry wideo
- 2012: Sleeping Dogs jako wujek Po (głos)
- 2012: Call of Duty: Black Ops II jako premier Chen (głos)